# ماركو دوس سانتوس
ماركو دوس سانتوس (بالبرتغالية: Marko dos Santos‏) هو لاعب كرة قدم برازيلي، ولد في 18 مايو 1981 في بيلو هوريزونتي في البرازيل. لعب مع النادي الرياضي بكالوني ونادي سكندربيو كورتشه ونادي كافالا.

## وصلات خارجية
- ماركو دوس سانتوس على موقع قاعدة بيانات كرة القدم.إي يو (الإنجليزية)
- ماركو دوس سانتوس على موقع Soccerway.com (الإنجليزية)
- ماركو دوس سانتوس على موقع عالم كرة القدم.نت (الإنجليزية)